# 王賡武
王 賡武（ワン・ガンウー、WANG Gungwu、1930年10月9日 - ）は、オーストラリアの歴史学者。
華人のアイデンティティ研究で優れた業績があり、東南アジアの代表的な華人オピニオン・リーダーと評される。

## 来歴
1930年、インドネシアのスラバヤに生まれる。1954年マラヤ大学卒業、1957年ロンドン大学で博士号取得。1957年マラヤ大学助講師を経て、同大学講師。1962年、同大学人文学部長。1963年、同大学歴史学教授。1968年オーストラリア国立大学極東史教授。1986年香港大学学長。1988年オーストラリア国立大学名誉教授。1991年大英勲章受章。1993年国際アジア・北アフリカ研究会議名誉会長。
王立アジア協会マレーシア支部副支部長（1962 - 68年）、国際アジア歴史学者会議会長（1964 - 68年）、オーストラリア人文アカデミー院長（1980 - 83年）、国際アジア歴史学者会議会長（1988 - 91年）を歴任した。